# Inca Garcilaso de la Vega
Gómez Suárez de Figueroa, renombrado como Inca Garcilaso de la Vega a partir de 1563 (Cuzco, Gobernación de Nueva Castilla, 12 de abril de 1539-Córdoba, España, 23 de abril de 1616), fue un escritor, historiador y militar nacido en el territorio actual del Perú.
Se le considera como el primer mestizo cultural de América que supo asumir y conciliar sus dos herencias culturales: la inca y la española, alcanzando al mismo tiempo gran renombre intelectual. Luis Alberto Sánchez lo describe como el «primer mestizo de personalidad y ascendencia universal que parió América».
Se le conoce también como el «príncipe de los escritores del Nuevo Mundo», pues su obra literaria, que se ubica en el período del Renacimiento, se destaca por un gran dominio y manejo del idioma castellano, tal como lo han reconocido críticos como Marcelino Menéndez Pelayo, Ricardo Rojas, Raúl Porras Barrenechea, José de la Riva-Agüero y Osma. Augusto Tamayo Vargas afirma: «Si la historia y la prosa de ficción se ejemplarizan en Garcilaso, también el ensayo tiene en él, un alto representante». Mario Vargas Llosa le reconoce también dotes de consumado narrador, destacando su prosa bella y elegante.
Temporalmente se le ubica en la época de los cronistas post toledanos es decir, de la etapa posterior al gobierno del virrey Francisco de Toledo, a finales del siglo XVI e inicios del siglo XVII. Desde el punto de vista estrictamente historiográfico, su obra tuvo mucha influencia en los historiadores peruanos. Su padre fue sobrino del célebre poeta Garcilaso de la Vega, por lo que el Inca Garcilaso de la Vega sería sobrino nieto por parte de padre del famoso poeta renacentista castellano.
En su obra cumbre, los Comentarios Reales de los Incas, publicada en Lisboa en 1609, expuso la historia, cultura y costumbres de los incas y otros pueblos del antiguo Perú, libro que luego del levantamiento de Túpac Amaru II sería prohibido por la Corona española en todas sus provincias en América, al considerarla sediciosa y peligrosa para sus intereses, pues alentaba el recuerdo de los incas. Esta prohibición rigió desde 1781, aunque la obra se siguió imprimiendo en España.
Otras obras importantes del Inca Garcilaso son La Florida del Inca (Lisboa, 1605), que relata la conquista española de Florida, y la Segunda parte de los Comentarios Reales, más conocida como Historia General del Perú (Córdoba, 1617), publicada póstumamente, en la que el autor trata sobre la conquista del Perú y el inicio del Virreinato.

## Sus primeros años
Era hijo del conquistador español capitán Sebastián Garcilaso de la Vega y Vargas, de la nobleza extremeña, y de la ñusta o princesa inca Isabel Chimpu Ocllo, bisnieta del Inca Túpac Yupanqui y nieta del Inca Huayna Cápac, emperador del "reino de las cuatro partes o suyos" o Tahuantinsuyo (nombre del Imperio incaico en su lengua nativa quechua). Su nombre de bautismo fue Gómez Suárez de Figueroa, que tiempo después, radicando en España, se lo cambiaría por el de Inca Garcilaso de la Vega.
Gracias a la privilegiada posición de su padre, que perteneció a la facción pizarrista, fue bautizado con los apellidos ilustres del mayor de sus tíos paternos y de otros antepasados que pertenecieron a la Casa de Feria. Recibió en el Cuzco una esmerada educación en primeras letras a cargo de Juan de Alcobaza, al lado de los hijos de Francisco y Gonzalo Pizarro, mestizos e ilegítimos como él, pero durante sus primeros años también estuvo en estrecho contacto con su madre y con lo más selecto de la nobleza inca, entre los que se contaban los hijos de Huayna Cápac: Paullu Inca y Alonso Tito Atauchi. Accedió pues a la instrucción de los amautas o sabios incas versados en la mitología y cultura inca:

Estas y otras semejantes pláticas tenían los Incas y Pallas en sus visitas, y con la memoria del bien perdido siempre acababan su conversación en lágrimas y llanto, diciendo: «Trocósenos el reinar en vasallaje, etc.» En estas pláticas, yo como muchacho, entraba y salía muchas veces donde ellos estaban y me holgaba de las oír, como holgaban los tales de oír fábulas.
Comentarios reales, I, 1, 15.

Sin embargo, su padre se vio obligado a abandonar a la princesa inca a causa de la presión de la corona para que los nobles españoles se casasen con damas nobles españolas, y así lo hizo para matrimoniar con Luisa Martel de los Ríos; sin embargo, no lo hizo sin conceder antes a su madre una cuantiosa dote, que le sirvió para casarse con Juan del Pedroche, un soldado peninsular, de la que tendría el inca dos medias hermanas, Luisa de Herrera y Ana Ruiz. Su adolescencia estuvo ensombrecida por las cruentas guerras civiles del Perú, y él y su padre padecieron la persecución de los rebeldes Gonzalo Pizarro y Francisco de Carvajal. Su padre optó por enrolarse en el bando de Pizarro, aunque forzadamente, según contaría más tarde el Inca Garcilaso, pero retornó al bando real sumándose al ejército del pacificador Pedro de la Gasca durante la batalla de Jaquijahuana, por lo que fue conocido despectivamente como el “leal de tres horas”. Este episodio tendría mucha repercusión en la vida posterior del Inca Garcilaso.
Hacia 1550, el todavía pequeño Garcilaso fue enviado a Charcas para volver después al Cuzco, donde fue testigo de la rebelión de Francisco Hernández Girón, ocasión en la cual ayudó a su padre, entonces alcalde ordinario de la ciudad, a huir por los tejados de las casas (1553). Su padre lo tuvo en gran estima, como demuestra el hecho del cariño que le demostró su hijo en sus escritos y el hecho de que le legara en su testamento (1559) tierras en la región de Paucartambo y cuatro mil pesos de oro y plata "ensayados" (es decir, de la más probada calidad) para que el joven mestizo cursara estudios en España.

## En España
El 20 de enero de 1560, a los 20 años de edad y poco después del fallecimiento de su padre, Garcilaso salió del Cuzco rumbo a la Ciudad de Lima, dispuesto a embarcarse hacia España. Este viaje se mostraría particularmente arriesgado. Partió del puerto del Callao, estuvo a punto de naufragar en la isla de Gorgona, cruzó a lomos de acémila el istmo de Panamá, y llegó a Cartagena de Indias para tomar la ruta de los galeones hasta La Habana y las Azores, donde un marinero portugués le salvó la vida antes de llegar a Lisboa. 

### Montilla
Tras una breve estancia en Extremadura, donde visitó a unos familiares, se estableció en la ciudad cordobesa de Montilla, donde residía su tío Alonso de Vargas. Luego, en 1561, se trasladó a Madrid a solicitar algunas mercedes que la Corona le debía a su padre por sus servicios en el Perú, y ahí conoció al conquistador Gonzalo Silvestre, quien le suministró numerosos datos para su obra La Florida del Inca. Su solicitud a la Corona le fue denegada: acusaron a su padre de favorecer al rebelde Gonzalo Pizarro dándole un caballo, de nombre Salinillas, que le salvó la vida en la batalla de Huarina, y tal versión fue apoyada por los cronistas de indias oficiales. Desengañado, pensó en volver a Perú en 1563, pero optó por permanecer en la península y seguir la carrera militar, como su padre. Abandonó el nombre de Gómez de Figueroa y firmó ya para siempre con el de Garcilaso de la Vega, por el que sería conocido por la posteridad.

### Carrera militar
Como su padre, logró el grado de capitán, y tomó parte en la represión de la Rebelión de las Alpujarras de los moriscos de Granada bajo el mando de don Juan de Austria (1569). Entre 1570 y 1571 se enteró de la muerte de su madre y de su tío Alonso de Vargas; este último le adjudicó bienes en su testamento que hicieron que en el futuro no tuviese que preocuparse de su sustento y aún disfrutase de cierta holgura. En 1586 falleció su tía doña Luisa Ponce, viuda de su tío Alonso, cuyos bienes acrecentaron aún más su bienestar económico y le posibilitaron entregarse a la cultura. En 1590, dejó las armas y entró en la religión.

### Formación humanística
Frecuentó los círculos humanísticos de Sevilla, Montilla y Córdoba y se volcó en el estudio de la historia y en la lectura de los poetas clásicos y renacentistas. Fruto de esas lecturas fue la celebrada traducción del italiano que hizo de los Diálogos de amor del filósofo neoplatónico León Hebreo, que dio a conocer en Madrid en 1590 como La Traducción del Indio de los Tres Diálogos de Amor de León Hebreo (su prólogo está fechado en Montilla en 1586). Fue su primer libro, y la primera obra literaria de valor superlativo hecha por un americano en Europa. Ya por entonces firmaba como Garcilaso Inca de la Vega y se presentaba como hijo del Cuzco, ciudad a la que definía como cabeza de imperio.
Por entonces tuvo una relación estrictamente comercial con el célebre Luis de Góngora, y en Montilla coincidió con Miguel de Cervantes, que recaudaba fondos para la corona. Y parece ser que Cervantes conocía las obras del insigne mestizo: había leído la traducción por Garcilaso de los Diálogos de amor de León Hebreo.

### Córdoba
Se trasladó a Córdoba en 1591, y se relacionó con algunos doctores, como el jesuita Juan de Pineda, quien le instó a preparar un comentario piadoso de las Lamentaciones de Job. Por entonces continuaba recopilando material para sus proyectadas obras sobre la conquista de La Florida y del Perú, así como todo lo relacionado con el imperio inca. Una de esas fuentes fue la crónica, hoy perdida, de Blas Valera.
En 1596 escribió la Genealogía o Relación de la descendencia del famoso Garci Pérez de Vargas, nombre de un célebre capitán que fue antepasado suyo, obra que no se publicaría sino hasta el siglo XX.

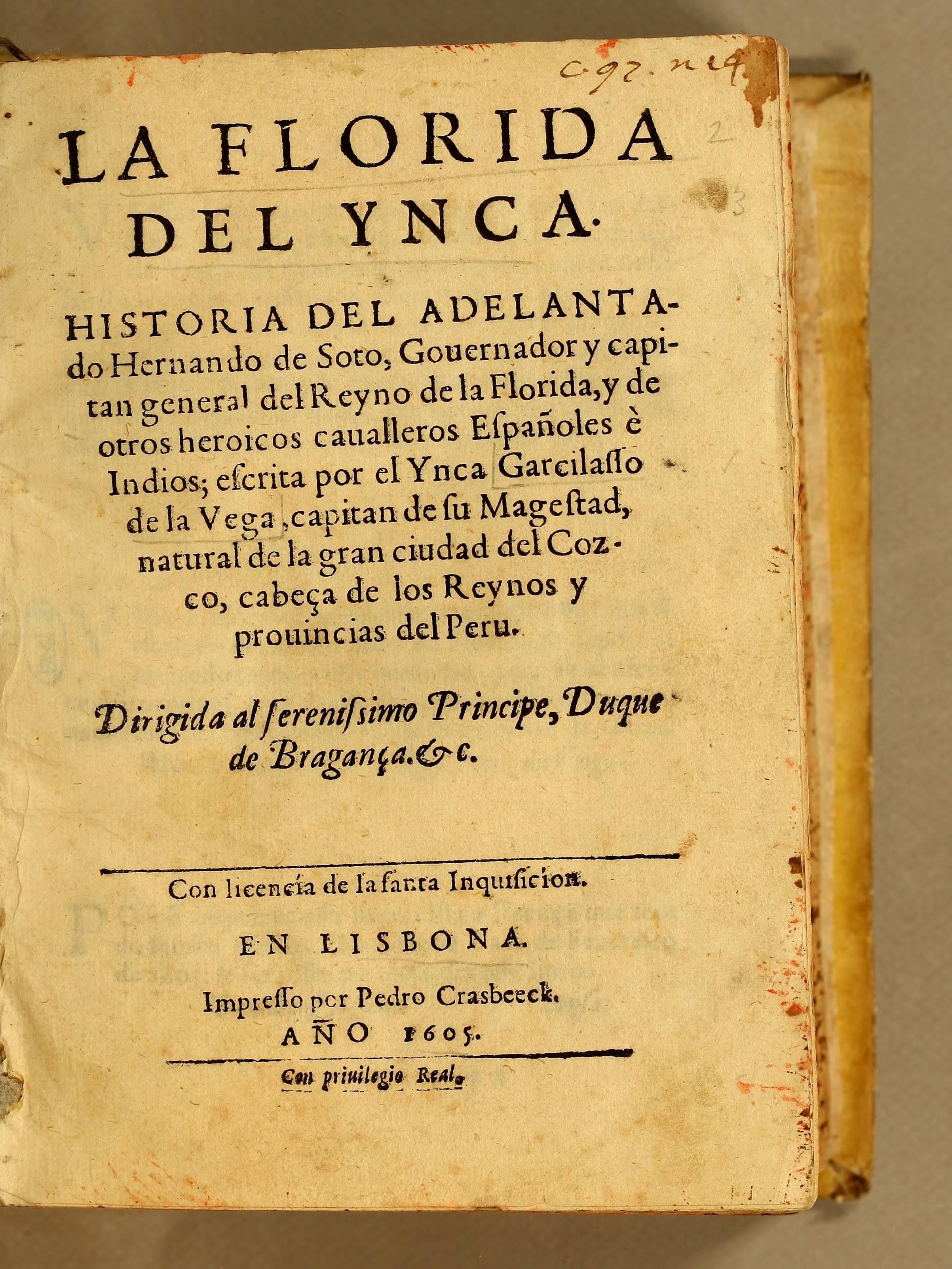
Portada de La Florida del Ynca, edición de 1605.

Simultáneamente se relacionó con soldados participantes de la conquista de La Florida y se encontró con dos, Alonso Cardona y Juan Coles, que le obligaron a retocar lo que ya tenía escrito sobre la expedición de Hernando de Soto. En 1605 publicó finalmente la obra en Lisboa, con el título de La Florida del Inca.
En 1609 apareció publicada, también en Lisboa, la Primera Parte de su obra cumbre, los Comentarios Reales de los Incas, impreso en una buena edición por Pedro Crasbeeck y dedicado a la princesa Catalina de Portugal, duquesa de Braganza. Hacia 1612 culminó la Segunda Parte de esta obra, que fue publicada póstumamente en Córdoba, en 1617, con el título de Historia General del Perú y dedicado a la Virgen María.
En 1612 Garcilaso compró la Capilla de las Ánimas en la Mezquita-catedral de Córdoba, donde su hijo sería sacristán y donde quiso ser enterrado, y fallece cuatro años después, entre el 22 y el 24 de abril de 1616 como fechas probables. En aquella capilla sus albaceas grabaron esta lápida:

El Inca Garcilaso de la Vega, varón insigne, digno de perpetua memoria. Ilustre en sangre. Perito en letras. Valiente en armas. Hijo de Garcilaso de la Vega. De las Casas de los duques de Feria e Infantado y de Elisabeth Palla, hermana de Huayna Capac, último emperador de las Indias. Comentó La Florida. Tradujo a León Hebreo y compuso los Comentarios reales. Vivió en Córdoba con mucha religión. Murió ejemplar: dotó esta capilla. Enterróse en ella. Vinculó sus bienes al sufragio de las ánimas del purgatorio. Son patronos perpetuos los señores Deán y Cabildo de esta santa iglesia. Falleció a 22 de abril de 1616.

El 25 de noviembre de 1978 el rey Juan Carlos I de España hizo entrega de una arqueta que contenía una parte de sus cenizas; éstas reposan actualmente en la catedral del Cuzco.

## Obras
Siguiendo las corrientes humanistas europeas en boga en su tiempo, Garcilaso, el Inca, inició un ambicioso y original proyecto historiográfico centrado en el pasado americano, y en especial en el del Virreinato del Perú.
Considerado como el padre de las letras del continente, en 1605 dio a conocer en Lisboa su Historia de la Florida y jornada que a ella hizo el gobernador Hernando de Soto, título que quedó sintetizado en La Florida del Inca. La obra contiene la crónica de la expedición de aquel conquistador, de acuerdo con los relatos que recogió él mismo durante años, y defiende la legitimidad de imponer en aquellos territorios la soberanía española para someterlos a la jurisdicción cristiana.
El título más célebre de Garcilaso el Inca, sin embargo, fueron los Comentarios Reales de los Incas, la primera parte de los cuales apareció en 1609, también en Lisboa, publicada por Pedro Crasbeeck. Escrito a partir de sus propios recuerdos de infancia y juventud, escuchado directamente de sus parientes, de contactos epistolares y visitas a personajes destacados del Virreinato del Perú, el relato constituye, pese a los problemas de sus fuentes orales y escritas y a las incongruencias de muchas fechas, uno de los intentos más logrados, tanto conceptual como estilísticamente, de salvaguardar la memoria de las tradiciones de la civilización andina. Por esta razón es considerada su obra maestra y se la ha reconocido como el punto de partida de la literatura latinoamericana.
La segunda parte fue publicada en Córdoba, en 1617, con el título de Historia General del Perú, nombre que le impuso arbitrariamente el editor:

Historia general del Perú: trata el descubrimiento del, y como lo ganaron los españoles, las guerras civiles que hubo entre Pizarros, y Almagros, sobre la partija de la tierra, castigo y leuantamiento de tiranos, y otros sucessos particulares.

 Esta obra, la más extensa que ha producido su pluma, desarrolla con estilo vibrante la conquista del Perú, las guerras civiles entre los conquistadores y la instauración del Virreinato del Perú, así como la resistencia de los Incas de Vilcabamba, que culmina con la ejecución del último de estos, Túpac Amaru I, en la plaza del Cuzco en 1572. Incluye en sus páginas una rehabilitación de su padre, el capitán Sebastián Garcilaso de la Vega, desprestigiado ante la Corona por haber militado en el bando del rebelde Gonzalo Pizarro.
Sus obras reflejan lo siguiente:

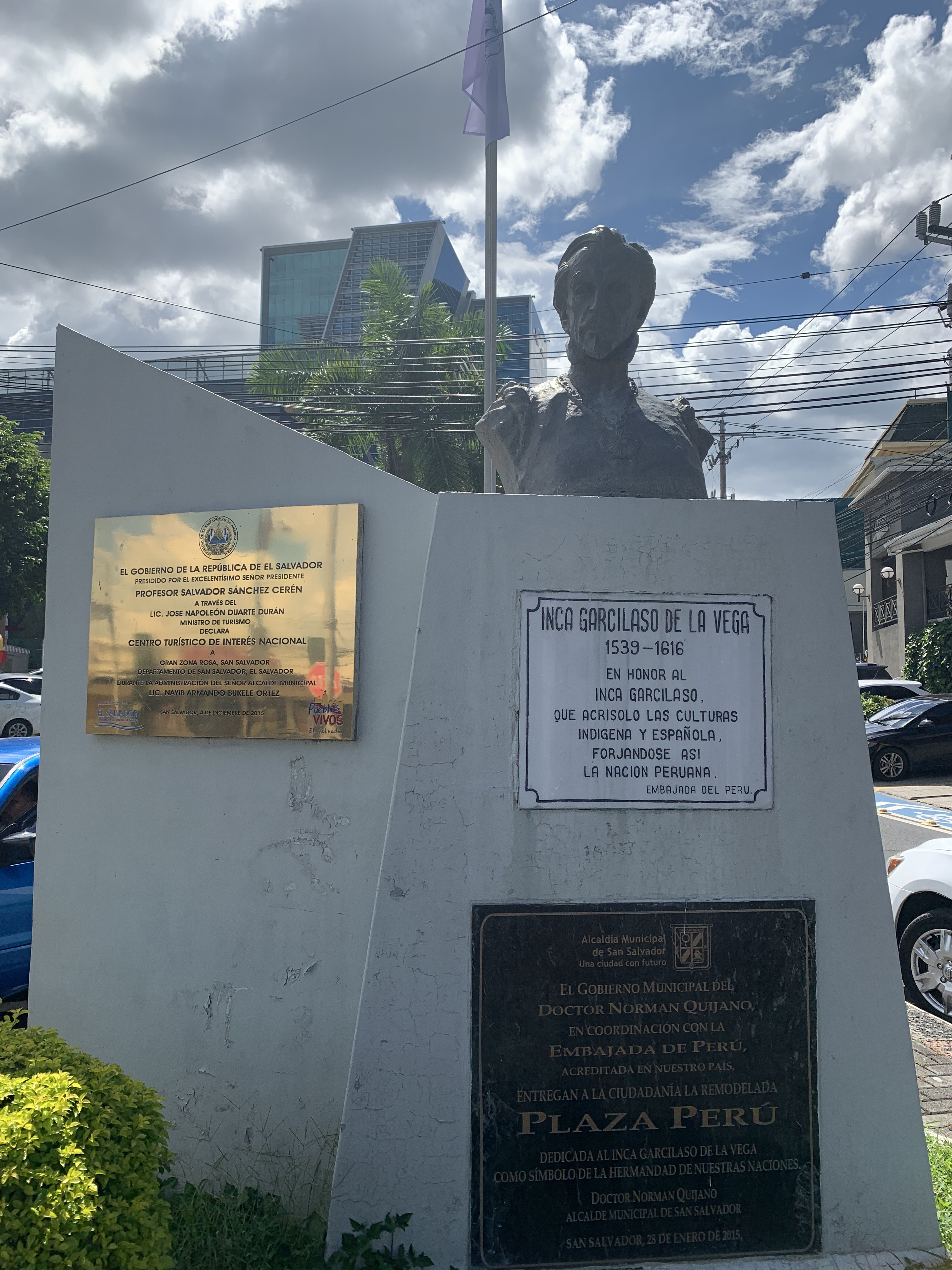
Monumento a Inca Garcilaso de la Vega en la Plaza del Perú, en la Colonia San Benito de San Salvador.

1. Él recibió una educación formal esmerada, tanto en América como en España, pues aparte de sus dos lenguas maternas (español y quechua) hablaba latín.
2. Su familia materna eran los antiguos gobernantes incas, y por ello él describe a los Incas como monarcas benévolos que gobernaban un país donde todos vivían en una patria de justicia y abundancia, donde no había mendigos ni ociosos.
3. Garcilaso niega que en el tiempo de los incas se hicieran sacrificios humanos, pero reconoce que era una práctica ancestral anterior al imperio inca, en una época brumosa a la que denomina gentilidad. Precisamente afirma que la misión de los incas fue la de civilizar a los pueblos bárbaros, que practicaban otras costumbres abominables como la antropofagia y la sodomía.

| Año            | Obra                                                                      | Género literario | Editorial                                    | Ciudad  |
| -------------- | ------------------------------------------------------------------------- | ---------------- | -------------------------------------------- | ------- |
| 1590           | Traducción de los ''Diálogos de amor'' de: León Hebreo                    | Filosofía        |                                              | Madrid  |
| 1605           | La Florida del Inca                                                       | Historia         | Pedro Crasbeeck                              | Lisboa  |
| 1609           | Comentarios Reales de los Incas                                           | Historia         | Pedro Crasbeeck                              | Lisboa  |
| 1617 (póstuma) | Historia General del Perú                                                 | Historia         | Vda. de Andrés Barrera                       | Córdoba |
| 1929 (póstuma) | Genealogía o Relación de la descendencia del famoso Garci Pérez de Vargas | Historia         | Revista de Historia y de Genealogía Española | Lisboa  |